# Farah Abadi

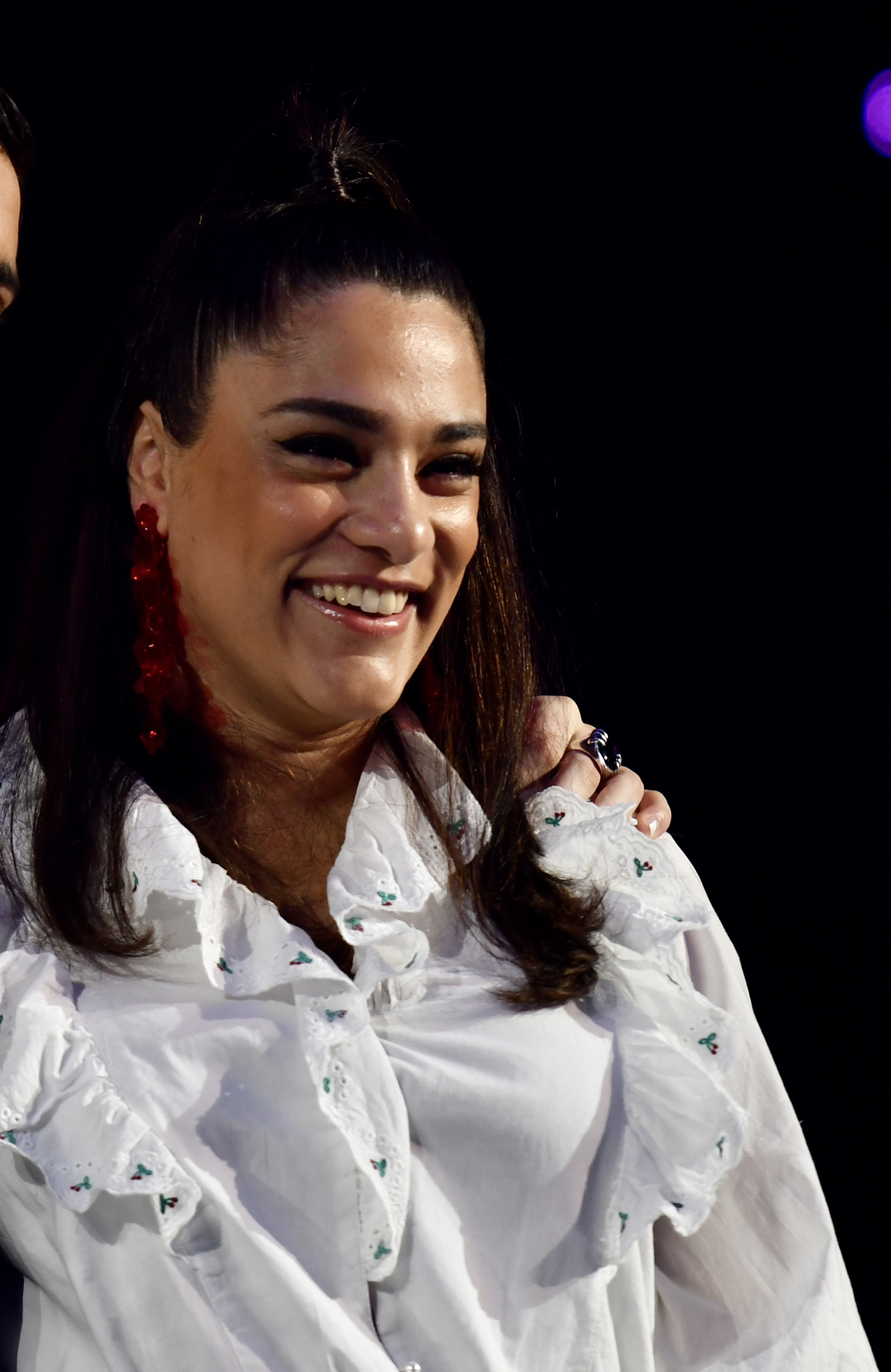
Farah Abadi (2022)

Farah Abadi, früher Erichsén (* 18. Januar 1988 in Västervik) ist eine schwedische Hörfunk- und Fernsehmoderatorin.

## Biografie
Abadi wuchs ab dem Alter von vier Jahren als Tochter eines libanesischen Paares in Landskrona auf und war zwischen 2012 und 2014 Moderatorin beim zu Sveriges Radio gehörenden Kanal Din Gata 100,6, der in Malmö sein Programm ausstrahlt. Im Jahr 2014 folgte die erste Moderation im Fernsehen, als sie gemeinsam mit anderen Moderatoren das Kindersommerprogramm Sommarlov bei SVT moderierte. Auch 2015 stand sie für Sommarlov vor der Kamera. Von Herbst 2014 bis Frühling 2015 hatte sie bei Sveriges Radio P3 ihre eigene Sendung namens P3 med Farah Abadi.
Zwischen August 2015 und Januar 2019 führte sie in der Radiosendung Relationsradion i P3 durch das Programm. Das Format beschäftigte sich mit Beziehungstipps. In den Sommern 2016, 2017 und 2018 war sie Moderatorin von Morgonpasset i P3, das damals aus Malmö gesendet wurde.
In den Jahren 2015 und 2016 war sie „Volksbotschafterin“ für das Format Musikhjälpen, gemeinsam mit Oscar Zia. Das Format moderierte sie 2017, gemeinsam mit Kalle Zackari Wahlström und Molly Sandén. In den folgenden drei Jahren stand sie erneut für das Format vor der Kamera, 2018 an der Seite von William Spetz und Daniel Adams-Ray, 2019 von Miriam Bryant und Daniel Hallberg sowie 2020 von Felix Sandman und Brita Zackari.
Beim Eurovision Song Contest 2016 war Abadi Teil des schwedischen Vorprogramms Studio Eurovision. Abadi fungierte dabei als Moderatorin hinter den Kulissen, während Gina Dirawi durch das Format führte. Auch 2021 war sie im Vorprogramm zum Eurovision Song Contest zu sehen, führte hierbei jedoch alleine durch die Sendung.
Zusammen mit Johan Glans bildete sie ein Rateteam in der schwedischen Quizsendung På spåret in den Staffeln 2019/2020, 2020/2021 und 2021/2022. Seit 2021 ist sie an der Seite von Babben Larsson und Erik Ekstrand in der Sendung 1 mot Sverige zu sehen.
Abadi war beim schwedischen ESC-Vorentscheid Melodifestivalen 2022 für die Moderation im Greenroom zuständig. Am 27. September 2022 gab SVT bekannt, dass Abadi beim Melodifestivalen 2023 die Hauptmoderation übernehmen wird. Abadi wird, gemeinsam mit Pernilla Månsson den sogenannten Allocation Draw, die Auslosung der Teilnehmerländer der beiden Eurovision Song Contest-Halbfinals 2024 moderieren. Die Auslosung soll am 30. Januar 2024 stattfinden.

### Privates
Farah Abadi lebt gemeinsam mit ihren zwei Kindern und ihrem Partner in Klagshamn, in der Nähe von Malmö.